# Bistum Matamoros
Das Bistum Matamoros (lat.: Dioecesis Matamorensis, span.: Diócesis de Matamoros) ist eine in Mexiko gelegene römisch-katholische Diözese mit Sitz in Heroica Matamoros.

## Geschichte

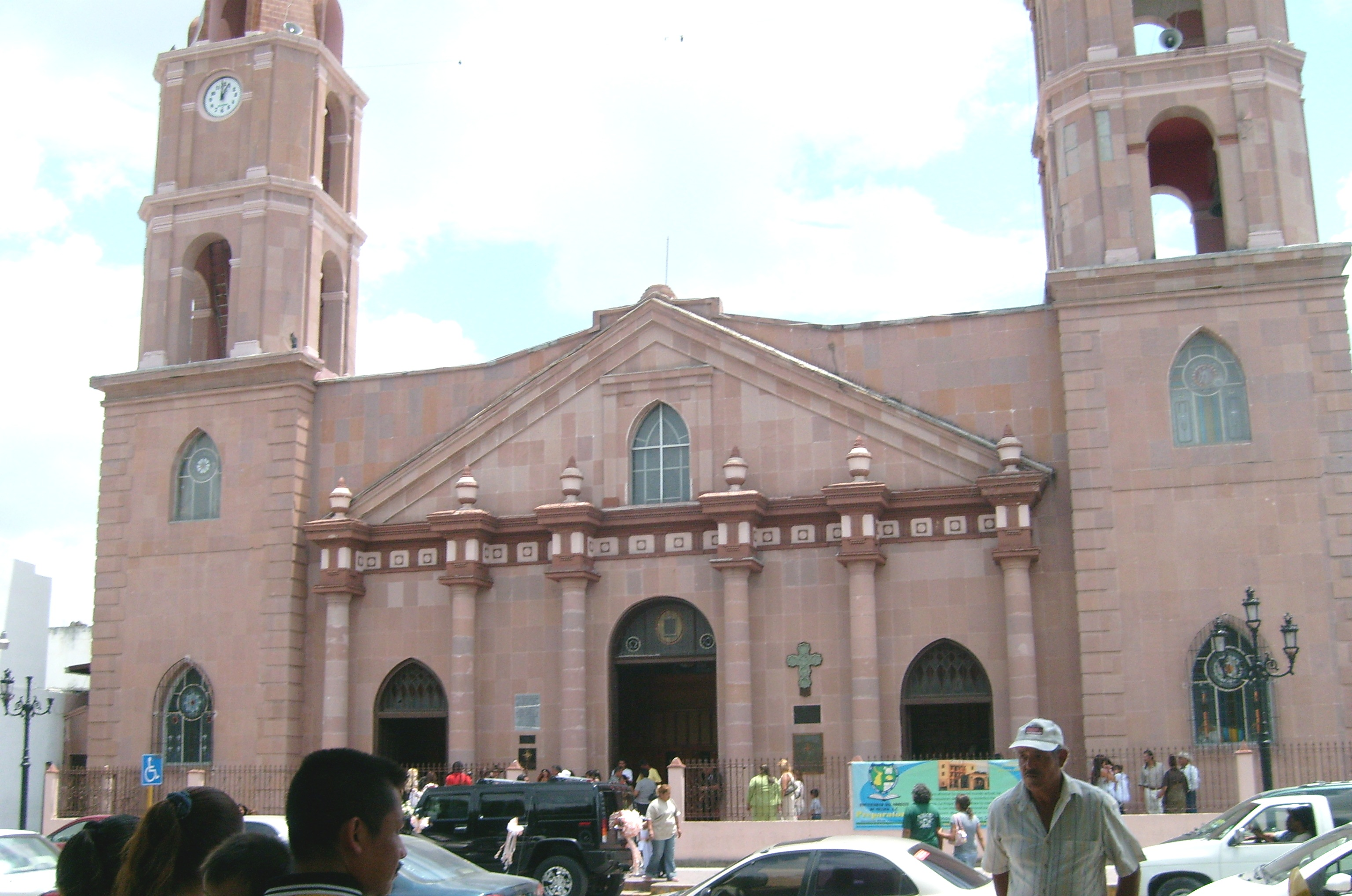
Kathedrale Nuestra Señora del Refugio in Matamoros

Das Bistum Matamoros wurde am 16. Februar 1958 durch Papst Pius XII. mit der Apostolischen Konstitution Haud inani aus Gebietsabtretungen des Bistums Ciudad Victoria-Tamaulipas errichtet und dem Erzbistum Monterrey als Suffraganbistum unterstellt. Am 21. Dezember 1964 gab das Bistum Matamoros Teile seines Territoriums zur Gründung des Bistums Ciudad Victoria ab. Eine weitere Gebietsabtretung erfolgte am 6. November 1989 zur Gründung des mit der Apostolischen Konstitution Quo facilius errichteten Bistums Nuevo Laredo.

## Bischöfe
- Estanislao Alcaraz y Figueroa, 1959–1968, dann Bischof von San Luis Potosí
- Sabás Magaña García, 1968–1990
- Francisco Javier Chavolla Ramos, 1991–2003, dann Bischof von Toluca
- Faustino Armendáriz Jiménez, 2005–2011
- Ruy Rendón Leal, 2011–2016, dann Erzbischof von Hermosillo
- Eugenio Andrés Lira Rugarcía, seit 2016